# Lover of Life, Singer of Songs
Lover of Life, Singer of Songs (podtytuł: The Very Best of Freddie Mercury Solo) – album kompilacyjny z solowymi utworami frontmana grupy Queen, Freddiego Mercury’ego.
W Polsce składanka uzyskała certyfikat platynowej płyty DVD.

## Lista utworów
Dysk 1
1. „In My Defence” (2000 Remix)
2. „The Great Pretender” (Original 1987 Single Version)
3. „Living on My Own” (1993 Radio Mix)
4. „Made in Heaven”
5. „Love Kills” (Original 1984 Single Version)
6. „There Must Be More To Life Than This”
7. „Guide Me Home”
8. „How Can I Go On”
9. „Foolin' Around” (Steve Brown Remix)
10. „Time”
11. „Barcelona”
12. „Love Me Like There's No Tomorrow”
13. „I Was Born to Love You”
14. „The Golden Boy”
15. „Mr. Bad Guy”
16. „The Great Pretender” (Malouf Remix)
17. „Love Kills” (Star Rider Remix)
18. „I Can Hear Music” (Larry Lurex, 1973 Single)
19. „Goin' Back” (Larry Lurex, 1973 B-Side)
20. „Guide Me Home” (Piano Version by Thierry Lang)

Dysk 2
1. „Love Kills” (Sunshine People Radio Mix)
2. „Made in Heaven” (Extended Version)
3. „Living on My Own” (The Egg Remix)
4. „Love Kills” (Rank 1 Remix)
5. „Mr. Bad Guy” (Bad Circulation Version)
6. „I Was Born to Love You” (George Demure Almost Vocal Mix)
7. „My Love Is Dangerous” (Extended Version)
8. „Love Making Love” (Demo Version)
9. „Love Kills” (Pixel82 Remix)
10. „I Was Born to Love You” (Extended Version)
11. „Foolin' Around (Early Version)
12. „Living on My Own” (No More Brothers Extended Mix)
13. „Love Kills” (More Order Rework)
14. „Your Kind of Lover” (Vocal & Piano Version)
15. „Let's Turn It On” (A Capella)

## Wydania
Wydawnictwo ukazało się na CD oraz DVD. W regularnej sprzedaży dostępna jest wersja jednopłytowa, natomiast edycja z dwiema płytami ukazała się w ograniczonym nakładzie.